# Deniz Dilmen
Deniz Dilmen (* 5. Juni 2005 im Istanbul) ist ein türkischer Fußballtorhüter.

## Karriere

### Verein
Dilmen begann seine Laufbahn 2014 bei Küçükköyspor. Nach Stationen bei Haliç Spor wechselte er 2018 in den Jugendverein von Istanbul Başakşehir FK. Am 2. Juli 2021 unterzeichnete Dilmen seinen ersten Profivertrag bei İstanbul Başakşehir mit einer Laufzeit von drei Jahren. Sein Debüt in der Süper Lig gab er am 3. Juni 2023 in einem 3:2-Sieg gegen Adana Demirspor. Am 3. August 2023 verlängerte er seinen Vertrag bis zum 30. Juni 2027.

### Nationalmannschaft
Dilmen durchlief im Laufe seiner Karriere mehrere Jugendnationalmannschaften der Türkei. Zwischen 2021 und 2022 absolvierte er vier Einsätze für die türkische U17-Auswahl. Im Jahr 2023 folgten zwei weitere Berufungen in die U19-Nationalmannschaft. Im März 2024 wurde Dilmen erstmals in den Kader der türkischen U21-Nationalmannschaft berufen.